# Manuela Groß
Manuela Groß (* 29. Januar 1957 in Berlin) ist eine ehemalige deutsche Eiskunstläuferin, die im Paarlauf für die DDR startete.
Sie begann mit dem Eiskunstlaufen in Berlin bei der Trainerin Hildegard Taupadel. Sie startete seit 1967 bei den Sportpaaren mit Uwe Kagelmann für den SC Dynamo Berlin. Ihr Trainer war Heinz Lindner.
1969 und 1970 wurden Groß und Kagelmann DDR-Vizemeister hinter Heidemarie Steiner und Heinz-Ulrich Walther. Ihr internationales Debüt hatten sie bei der Europameisterschaft 1969 in Garmisch-Partenkirchen, wo sie Siebte wurden. Ihr Weltmeisterschaftsdebüt folgte ein Jahr später in Ljubljana und endete beim Bronzemedaillengewinn von Steiner und Walther ebenfalls mit dem siebten Platz. In den Jahren 1971, 1972 und 1974 wurden Kagelmann und Groß DDR-Meister. Von 1971 bis zu ihrem Karriereende 1976 beendeten sie keine Welt- u. Europameisterschaft schlechter als auf dem vierten Platz. Ihre erste Medaille gewannen sie bei der Europameisterschaft 1972 in Göteborg. Auch bei den Olympischen Spielen in Sapporo wenig später errangen Groß und Kagelmann die Bronzemedaille hinter den sowjetischen Paaren Irina Rodnina und Alexei Ulanow sowie Ljudmila Smirnowa und Andrei Suraikin. Seine erste Weltmeisterschaftsmedaille gewann das DDR-Paar 1973 in Bratislava mit Bronze hinter den neu zusammengestellten Paaren aus der Sowjetunion Irina Rodnina und Alexander Saizew sowie Ljudmila Smirnowa und Alexei Ulanow. 1974 kostete den amtierenden DDR-Meistern Groß und Kagelmann ihre Konkurrenz aus dem eigenen Land eine Medaille. Romy Kermer und Rolf Oesterreich beendeten sowohl die Europa- wie auch die Weltmeisterschaft vor ihnen und verdrängte sie damit jeweils auf den vierten Rang. 1975 und 1976 wurden sie von Kermer und Oesterreich auch bei den nationalen Meisterschaften als bestes DDR-Paar abgelöst. Dennoch wurde 1975 das erfolgreichste Jahr für Groß und Kagelmann. Sowohl bei der Europameisterschaft in Kopenhagen wie auch bei der Weltmeisterschaft in Colorado Springs gewannen sie die Bronzemedaille, beide Male hinter Rodnina/Saizew und Kermer/Oesterreich. Dieses Resultat wiederholte sich auch 1976 bei den Olympischen Spielen in Innsbruck. Vier Jahre nach Sapporo gewannen Groß und Kagelmann erneut olympisches Bronze. Dabei war dieses Ergebnis nicht erwartet worden, nachdem sie bei der Europameisterschaft kurz zuvor Vierte geworden waren und das sowjetische Paar Irina Worobjowa und Alexander Wlassow vorbeiziehen lassen mussten. Das Paar aus der Sowjetunion machte jedoch Fehler bei den Olympischen Spielen und so reichte es für die DDR-Vizemeister zur Bronzemedaille, äußerst knapp vor den sowjetischen Läufern und dem Paar Tai Babilonia und Randy Gardner aus den USA. Der letzte Auftritt des Paares Groß und Kagelmann folgte bei der Weltmeisterschaft 1976. Hier wendete sich das Blatt wieder und so verpassten sie als Vierte knapp eine Medaille gegen Worobjowa und Wlassow.
Das Trio Groß/Kagelmann/Lindner erfand das neue Sprung- und Paarlaufelement „GroKaLi“. Manuela Groß und Uwe Kagelmann zeigten als erstes Paar der Welt den Doppel-Wurfaxel (Dezember 1971 in Moskau) und den dreifachen Wurflutz.
Groß wurde Trainerin beim SC Berlin und trainiert heute viele Eiskunstläufer und ist als Preisrichterin tätig.

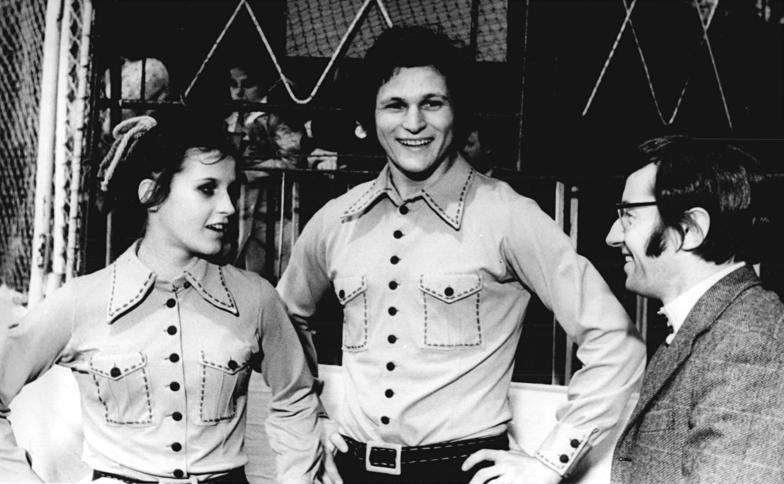
Manuela Groß und Uwe Kagelmann mit Trainer Heinz Lindner bei den DDR-Meisterschaften 1974

## Ergebnisse

### Paarlauf
(mit Uwe Kagelmann)
| Wettbewerb / Jahr       | 1969 | 1970 | 1971 | 1972 | 1973 | 1974 | 1975 | 1976 |
| ----------------------- | ---- | ---- | ---- | ---- | ---- | ---- | ---- | ---- |
| Olympische Winterspiele |      |      |      | 3.   |      |      |      | 3.   |
| Weltmeisterschaften     |      | 7.   | 4.   | 4.   | 3.   | 4.   | 3.   | 4.   |
| Europameisterschaften   | 7.   | 7.   | 4.   | 3.   | 4.   | 4.   | 3.   | 4.   |
| DDR-Meisterschaften     | 2.   | 2.   | 1.   | 1.   |      | 1.   | 2.   | 2.   |